# Сериков, Владислав Пахомович
Владислав Пахомович Сериков (1927, г. Пугачёв — 1994, Москва) — заслуженный строитель РСФСР (1970), основоположник и пропагандист бригадного подряда в промышленном строительстве, лауреат Государственной премии СССР (1966), Герой Социалистического Труда (27 апреля 1966).

## Биография
Владислав Сериков родился в городе Пугачёве Самарской губернии. Его отец, Пахом Федотович Сериков (член ВКП(б) с 1917 года), за содействие большевикам в Гражданской войне в России сначала произведён в командиры полка и награждён орденом Красного Знамени, затем, в 1937 году, — арестован и расстрелян. Вскоре была арестована и мать. Владислав был помещён в детдом тюремного типа для детей репрессированных в Сталинграде, где закончил 7 классов.
В 1942 году, скрыв факт репрессий родителей, он становится «сыном полка», затем (с 1944) — в разведке. После Победы (за сокрытие сведений о родителях) прошёл тюрьмы, лагеря, сумасшедший дом. По завершении продолжил службу в Красной армии до 1951 года.
После демобилизации полгода трудился старшим инструктором по пропаганде и культмассовой работе Комитета ДОСААФ Западно-Казахстанской области Казахской ССР в Уральске. После чего работал грузчиком в Магнитогорске и Сталинграде. Восстанавливал родной город. С 1955 года работал бригадиром на стройке глинозёмного завода в Бокситогорске Ленинградской области (где сами рабочие за честность и порядочность избрали Владислава бригадиром), затем — на целине в Казахстане.
С 1957 года — бригадир комплексной бригады треста «Печенганикельстрой», строил на Кольском полуострове посёлок (с 1963 года — город) Заполярный и горно-обогатительный комбинат «Печенганикель». В 1970-е годы впервые в СССР применил бригадный подряд в промышленном строительстве.
Указом Президиума Верховного Совета СССР от 27 апреля 1966 года «за особые заслуги в развитии строительства Мурманской области» Серикову Владиславу Пахомивичу присвоено звание Героя Социалистического Труда с вручением Ордена Ленина и золотой медали «Серп и Молот».
С 1967 по 1978 годы трудился бригадиром комплексной бригады СМУ № 2 треста «МурманскПромСтрой» в Мурманске, где возглавил отстающую бригаду и вскоре вывел её в передовые.
В 1971 году бригада Серикова заключила первый в стране договор на коллективный промышленный подряд и успешно с ним справилась.
Позже возглавляемый им коллектив неоднократно завоёвывал звание лучшей бригады Минтяжстроя СССР . Своим опытом Владислав Пахомович охотно делился с подшефными школьниками и учащимися ПТУ.
С 1978 года по состоянию здоровья переведён на должность ведущего инструктора по внедрению метода бригадного подряда Минстроя предприятий тяжёлой индустрии СССР, в 1979 году переехал с семьёй в Москву.
В 1980 году В. П. Сериков обратился в Отдел строительства ЦК КПСС с предложением о внедрении сквозного поточного подряда, в том числе с конкретной целью преодолеть ведомственную разобщённость на крупнейшей стройке тех лет в Темиртау. После подробных обсуждений в Москве схема такого подряда была выработана, и он получил право на существование.
С 1980 года до выхода на пенсию — заместитель директора по научной организации труда Минтяжстроя СССР.
Умер в 1994 году и похоронен в Москве.

## Сочинения
- Новые рубежи бригады / В. П. Сериков; [Лит. запись и предисл. С. Ашиткова]. — Москва : Стройиздат, 1974. — 40 с. : ил. ; 20 см. — (Герои девятой пятилетки). — 200000 экз.
- Бригадный подряд на промышленной стройплощадке / В. П. Сериков. — Москва : Профиздат, 1975. — 96 с. ; 16 см. — (Библиотечка профсоюзного активиста ; 6). — 580680 экз.
- Сериков В. П., Миронов Ю. Н. Крутые высоты. (Диалоги о бригадном подряде по материалам телевизионных передач «На стройках пятилетки»). Серия «Герои десятой пятилетки». М.: Стройиздат, 1980. 152 с.
- Эффект бригадного подряда / В. П. Сериков; [Лит. запись В. В. Глотова]. — Москва : Профиздат, 1982. — 96 с. ; 17 см. — (Библиотечка профсоюз. активиста,, ISSN 0201-7636 ; 8). — 347700 экз..
- Договор по совести / В. П. Сериков. — Москва : Политиздат, 1984. — 206 с. ; 20 см. — 100000 экз. (переиздание — М.: Роман-газета, 1986);
- Сериков В. П. Профессия — бригадир (Лит. запись В. П. Наумова). Москва : Стройиздат, 1984. — 121 с.
- Профессия — бригадир [Лит. запись В. П. Наумова]. — 2-е изд., перераб. и доп. — Москва : Стройиздат, 1987. — 142, [2] с.; 20 см. — 76000 экз.
- Утверждение истины: [Опыт внедрения бригад. подряда в пром. строительстве] / В. П. Сериков; [Лит. запись Б. С. Синельникова]. — Москва : Моск. рабочий, 1989. — 157, [2] с. ; 17 см. — 2000 экз.. — ISBN 5-239-00411-0
- Сериков В. П., Сериков В. В. Коллективное наставничество. Опыт, размышления, выводы. Записка, представленная на кафедру Мурманского ГПИ в бытность В. В. Серикова ассистентом кафедры педагогики и психологии упомянутого ин-та.[1]

## Цитаты В. Серикова
Сам Владислав Пахомович выразил своё отношение к жизни так:

"Жить надо интересно, с любопытством, а это, как я убедился, почти всегда сопряжено с трудностями. И только мы сами можем и должны превращать будни жизни в праздники. Создавать в коллективе атмосферу трудового праздника — это значит прежде всего обращаться к лучшим чувствам людей: чувству долга, патриотизма, чувству товарищеской солидарности и здорового соперничества; уметь планировать «завтрашние радости».

Конечно, рабочие коллективы не похожи друг на друга. Каждый неповторим. Но есть для всех один закон: чтобы бригада стала спаянной и крепкой, ей нужно дать настоящее дело. Если такого дела нет, любые усилия по созданию и воспитанию коллектива бесполезны.

Самое сильное моральное воздействие на рабочего человека, на его отношение к труду оказывает личная причастность к большому и нужному делу — общественно значимая цель! Это важно.

Движение вперёд зависит только от людей — их стойкости и упорства. Ведь давно известно: само по себе ничто на свете не меняется.

Остерегаться надо не обнажения противоречий, а их затушёвывания, искусственно создаваемого единогласия.
Естественное течение жизни немыслимо без противоречий. Нужны принципиальность и смелость, чтобы вовремя их обнаружить, нужны ум и талант, знания и опыт, чтобы любое острое столкновение интересов ввести в правильное русло.

Подряду нужны крепкие, надёжные, работящие, хорошие, добросовестные, инициативные люди, иначе он будет провален. Но подряд и сам растит хороших людей. Воспитание человека — в этом главная суть подряда. Ради одного этого стоило бы внедрять бригадный подряд, если бы даже он не давал никакого экономического эффекта.

С первых шагов я постарался нагрузить людей полезной работой и в полную меру, потому что такая работа, какой бы тяжёлой она ни была, избавляет человека от всего наносного, случайного. Но она даёт нравственное здоровье только при одном условии: если она результативна. Напрасный труд приносит обратный эффект, он убивает в человеке нравственность.

Перемена труда необходима человеку вообще, а молодому в особенности. Организовать дело так, чтобы дарить каждому радость труда, освобождать от монотонности — что может быть проще в большой бригаде! Я учёл тот урок и в дальнейшем намеренно делал такие перестановки, чтобы у людей всегда был приток свежих впечатлений. По себе знаю: можно отдыхать, сменив на время род работы.

Сам по себе возникает только перерасход. Экономия сама по себе не возникает. Тут целая наука, и бригадир ею должен владеть. Если раньше бригадиру достаточно было только уметь считать, то сейчас ему нужно уметь рассчитывать.

## Педагогические основания деятельности
Внимательное изучение высказываний В. П. Серикова показывает, что он был знаком с педагогическим наследием А. С. Макаренко (вера в человека, сплочение коллектива единой целью, завтрашняя радость и др.) и применял его в деле улучшения взаимоотношений в бригаде и настройке её членов на более воодушевлённый и успешный труд. В ряде случаев А. С. Макаренко в произведениях В. П. Серикова упоминается и явно, например.

Когда мы, построив рудник, вернулись в Заполярный, руководители треста долго допытывались: как же удалось поднять людей на такой героический труд? «Учился у Макаренко», — отвечал я.

## Семья
- Дядя — Сериков, Михаил Кузьмич (1894—1969) — известный специалист и руководитель в области пожарной безопасности в ВС СССР, генерал-майор (1945).
- Сын Владислав Владиславович (1950 г., Уральск) — известный учёный-педагог, Заслуженный деятель науки РФ, член-корреспондент Российской академии образования, доктор педагогических наук, профессор.[10][11][12]

## Награды и признание
- Герой Социалистического Труда и орден Ленина (27.04.1966).
- Лауреат Государственной премии СССР.
- Заслуженный строитель РСФСР.
- Орден Октябрьской Революции (31.12.1973)
- Орден Трудового Красного Знамени (28.06.1979)
- Орден Дружбы народов (20.02.1987)

Делегат XXIV Съезда КПСС (1976), XV—XVII съездов профсоюзов; поч. дел. XIX съезда ВЛКСМ.
Избирался Председателем Всесоюзного совета бригадиров в строительстве (1982), член редколлегии журнала «Смена».